# Stowarzyszenie Sportu Niepełnosprawnych „Start Koszalin”
Stowarzyszenie Sportu Niepełnosprawnych „Start Koszalin” (SSN Start Koszalin lub po prostu Start Koszalin) – klub sportowy zrzeszający sportowców z dysfunkcjami fizycznymi. Start Koszalin podzielony jest na dwie sekcje:
- wyciskanie sztangi leżąc
- lekkoatletyka

Siedziba Klubu mieści się przy ulicy Jedności w Koszalinie. Zajęcia w hali przy ulicy Jedności prowadzone są w sekcjach dla 27 osób z różnym stopniem niepełnosprawności, a dla 110 osób odbywają się zajęcia ogólnorozwojowe. Treningi odbywają się kilka razy w tygodniu na siłowni, stadionie i basenie. Pracę szkoleniową koordynuje Aleksander Popławski, równoczesny trener kadry paraolimpijskiej Polski. Popławski pracuje również z zawodnikami z Białogardu, Szczecinka oraz Kołobrzegu. W 2008 sportowcy uczestniczyli w siedmiu ogólnopolskich lekkoatletycznych imprezach (26 osobostartów) i w jedenastu zawodach podnoszenia ciężarów (61 osobostartów). W sporcie niepełnosprawnych, Start Koszalin należy do ścisłej czołówki krajowej. W 2011 drużyna z Koszalina zdobyła 3 miejsce na Drużynowych Mistrzostwach Polski w Wyciskaniu Sztangi Leżąc odbywających się w Grudziądzu. Stowarzyszenie „Start” posiada zawodników o wysokim poziomie w kraju i na świecie, w tym dwoje paraolimpijczyków z Pekinu (z Koszalina Kamila Rusielewicz i Białogardu Rafał Roch – Wyciskanie Sztangi Leżąc) oraz dwóch zawodników startujących w Igrzyskach Paraolimpijskich w Londynie (Macieja Sochala i Tomasza Rębisza – Lekkoatletyka). Najbardziej utytułowanym zawodnikiem jest Ryszard Fornalczyk, który jest wielokrotnym Mistrzem Paraolimpijskim, a także Mistrzem Świata i Polski (w kraju niepokonany przez 21 lat z rzędu), aktualnie na emeryturze olimpijskiej, zajmuje się opieką nad sekcją Wyciskania Sztangi Leżąc.